# Rika Fukami
Rika Fukami (jap. 深見 梨加 Fukami Rika; ur. 8 sierpnia 1963 w Saitamie) – japońska seiyū. Najbardziej znana z roli Minako Aino w anime z serii Czarodziejka z Księżyca oraz dubbingowania głosu Lince w japońskiej wersji serialu animowanego Kapitan Planeta i Planetarianie.

## Role głosowe

### Anime
- Ashita no Nadja (Carmen la Bailaora)
- Black Heaven (Hamil)
- Blood+ (Erizabeta)
- Castlevania: Symphony of the Night (Lisa and Succubus)
- Minako Aino / Sailor Venus w:
  - Sailor Moon
  - Sailor Moon R
  - Sailor Moon R – Czarodziejka z Księżyca: Film kinowy
  - Przemieńcie się, Czarodziejki!
  - Sailor Moon S
  - Sailor Moon S – Czarodziejka z Księżyca: Film kinowy
  - Sailor Moon SuperS
  - Sailor Moon SuperS: Special
  - Sailor Moon SuperS plus: Ami-chan no hatsukoi
  - Sailor Moon SuperS: The Movie
  - Sailor Moon Sailor Stars
- Seikai no Monshō (Spoor Aron Sekpadao Letopanyu Peneju)
- Digimon Frontier (Ophanimon)
- Digimon Data Squad (Yggdrasil)
- Final Fantasy XII (Fran)
- Futari wa Pretty Cure (Regine)
- Katekyō Hitman Reborn! (Nana Sawada)
- Lucky Star (Blonde shop girl)
- Macross Plus (Myung Fang Lone)
- Kidō Senshi Victory Gundam (Helen Jackson)
- Naruto (Natsuhi)
- Kronika wojny na Lodoss (Riara)
- Wedding Peach (Aquelda)
- Yaiba – legendarny samuraj (Kaguya-hime)